# Shagun
Een shagun is een traditionele handgemaakte Indiase wens- & geldrol.
Zodra iemand in India een shagun ontvangt, is diegene uitgenodigd voor een huwelijk. De shagun met een huwelijkswens en een bijdrage voor de bruidsschat geeft men terug aan het bruidspaar op de bruiloft. De shagun wordt traditioneel met de hand gemaakt.